# Muchodławka wspaniała
Muchodławka wspaniała (Terpsiphone viridis) – gatunek średniej wielkości ptaka z rodziny monarek (Monarchidae). Zamieszkuje większość Afryki Subsaharyjskiej oraz południową część Półwyspu Arabskiego. Nie jest zagrożona.

## Morfologia

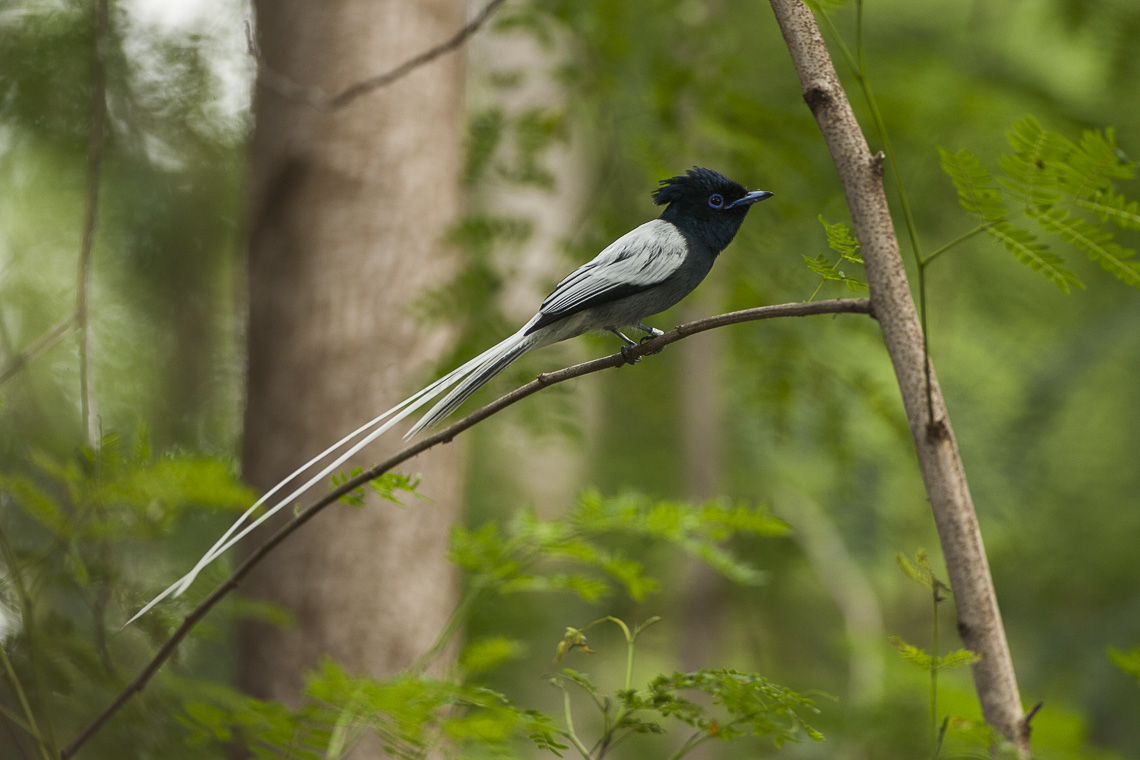
Samiec białej odmiany barwnej

CharakterystykaZ wyjątkiem ogona brak dymorfizmu płciowego. Samiec, dzięki swym wydłużonym sterówkom ogona, jest około dwukrotnie dłuższy niż samica. Czarna głowa i pierś, szary dziób. Białe boki i brzuch oraz lotki. Pomarańczowe skrzydła oraz ogon. Istnieje także biała odmiana z czarną głową i skrzydłami. U wszystkich ptaków obrączka oczna jasnoniebieska.
Wymiary
- długość ciała: 
  - samca: 41 cm
  - samicy: 23 cm
- rozpiętość skrzydeł: 30–35 cm
- masa ciała: 11,3–19,8 g

## Ekologia i zachowanie

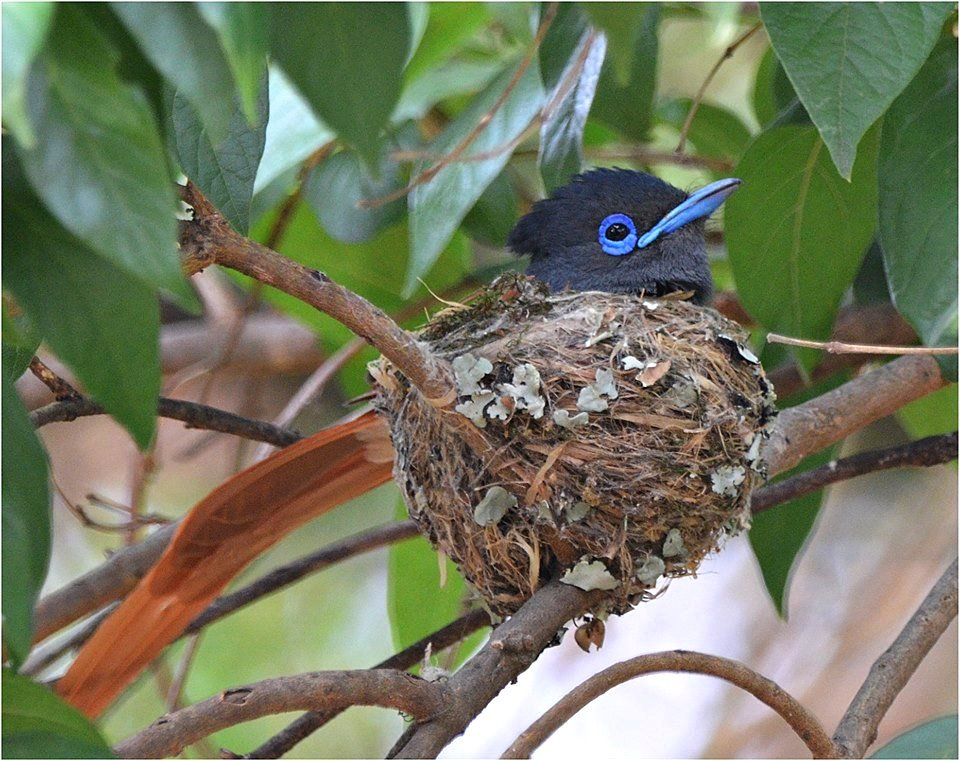
Wysiadujący ptak

BiotopZadrzewione obszary na sawannach, leśne polany, krzewiaste zarośla, duże ogrody i plantacje.
ZachowanieSzybko lata na polanach i między drzewami w parkach i ogrodach. Przesiadując na gałęziach, zrywa się dolotu w pogoni za owadami.
GłosZgrzytliwe i ostre złajt, czii-cziaj. Piosenka jest serią głośnych, opadających i perlistych sylab łiioo-łii-łiio-łit-łit.
PożywienieGłównie owady, ale także małe ilości pająków oraz jagody.
LęgiZazwyczaj jeden lęg, czasami 2 lub 3. Małe gniazda wplata między zwisające gałązki albo w niewielkie rozgałęzienie gałęzi drzewa. Oboje rodzice wysiadują 1–5 jaj przez 14–15 dni. Młode potrafią latać po 11–16 dniach.

## Podgatunki i zasięg występowania
Wyróżniono następujące podgatunki T. viridis:
- T. viridis harterti – południowy Półwysep Arabski.
- muchodławka wspaniała[4] (T. viridis viridis) – Senegal i Gambia do Sierra Leone.
- T. viridis speciosa – południowy Kamerun do południowo-zachodniego Sudanu, Demokratycznej Republik Konga i północno-wschodniej Angoli.
- T. viridis ferreti – Mali i Wybrzeże Kości Słoniowej do Somalii, Kenii i Tanzanii.
- T. viridis restricta – południowa Uganda.
- T. viridis kivuensis – południowo-zachodnia Uganda do wschodniej Demokratycznej Republiki Konga i północno-zachodniej Tanzanii.
- T. viridis suahelica – zachodnia Kenia i północna Tanzania.
- T. viridis ungujaensis – wschodnia Tanzania oraz pobliskie wyspy.
- muchodławka ołowiana[4] (T. viridis plumbeiceps) – Angola do południowo-zachodniej Tanzanii, Mozambiku i północnej RPA.
- T. viridis granti – wschodnia i południowa RPA.

## Status
W Czerwonej księdze gatunków zagrożonych IUCN gatunek ten zaliczany jest do kategorii LC (Least Concern – najmniejszej troski) nieprzerwanie od 1988 roku. Liczebność populacji nie została oszacowana, ale ptak ten w zależności od miejsca występowania opisywany jest jako rzadki po bardzo liczny. Trend liczebności populacji uznawany jest za stabilny.